# TSR-Programm
Ein TSR-Programm (im deutschsprachigen Raum oft speicherresidentes Programm) ist ein DOS-Programm, das nach Ausführung weiterhin im Speicher verbleibt und bei Bedarf erneut aufgerufen werden kann.
Die Abkürzung TSR stammt aus dem DOS-Umfeld und steht für „Terminate and Stay Resident“. Das Konzept der Speicherresidenz wurde als Vorläufer zu späteren Multitasking-Anwendungen entwickelt, damit bestimmte Aufgaben (Uhr, Treiber, Systemdienste) permanent als Hintergrundprozess ablaufen können, oder schlicht, um die Funktionalität des Betriebssystems zu erweitern oder zu ersetzen.

## Entwicklungskonzepte für Hintergrundprozesse
Möglich und effektiv wurde dies Ende der 1970er Jahre hauptsächlich durch die Entwicklung leistungsfähiger 16-Bit-Prozessoren und der Interrupt-Architektur, mit deren Hilfe eine Vielzahl von Geräten eines Rechners im regelmäßigen Takt relativ unabhängig vom Betriebssystem angesprochen werden können. Da eine Kommunikation zwischen diesen Geräten und dem Prozessor nicht ohne geeignete „Verwaltungsprogramme“ (Gerätetreiber) erfolgen kann, bot sich damit eine neue Möglichkeit, auch unabhängig von Hardwarekomponenten Programme zu schreiben, die im Speicher verbleiben und von den Interrupts immer wieder im Hintergrund aufgerufen werden.

## Vorläufer bei Homecomputern
Zwingend notwendig ist die Interrupt-Steuerung nicht. Bereits zuvor waren die meisten Betriebssysteme auf 8-Bit-Prozessoren wie dem Zilog Z80 mit modularen Prozessen z. B. zur Speicher- und Bildverwaltung ausgestattet. Da diese über Sprungadressen in regelmäßigem Rhythmus abgearbeitet werden, bieten sich für weitere Anwendungen grundsätzlich zwei Möglichkeiten, an diesem Konzept teilzunehmen (vereinfachte Beschreibung):
- Bei Betriebssystemen mit änderbaren Sprungadressen im RAM-Speicher (damals noch keine Selbstverständlichkeit) lenken residente Programme diese auf sich selbst um, erst danach erfolgt der Sprung zum Systemprozess, dessen Adresse aus der im RAM vor dem Umlenken gespeicherten Sprungadresse bekannt ist, welche sich das residente Programm merkt. Sie schalten sich also zwischen ein Anwendungsprogramm und den Systemprozess.
- Dieselbe Möglichkeit kann auch bei einigen Homecomputern genutzt werden, deren gesamtes Betriebssystem, wie damals durchaus üblich, im Festspeicher (ROM) untergebracht ist (so wie heute noch die Firmware des Systems). Sofern das Betriebssystem beim Systemstart Sprungvariablen in den RAM-Speicher schreibt, können diese Sprungadressen, wie zuvor beschrieben, geändert werden.
- Wenn diese Sprungadressen direkt aus dem ROM aufgerufen werden, muss die Anwendung beim Start das eigentliche Betriebssystem vollständig ersetzen und die systemrelevanten Hintergrundprozesse im ROM selbst aufrufen, um sich selbst und das System lebensfähig zu halten. Ein anschauliches Beispiel dafür ist eine Stoppuhr im Schachprogramm des Sinclair ZX Spectrum. Wenn der Spieler während eines Zuges den Assemblerteil stoppt, um den Spielstand unter einem BASIC-Programm zwischenzuspeichern, gibt der Interpreter regelmäßig die Kontrolle an die Schachuhr zurück, die dadurch weiter läuft.

## Die TSR-Programme unter DOS
Ein TSR-Programm wird geladen und, vorerst wie jedes normale Programm, abgearbeitet. Normalerweise beendet sich ein DOS-Programm durch Aufruf der DOS-Betriebssystemfunktion (Teil des Software-Interrupts 21h) Interrupt 21h, Funktion 4Ch mit Rückgabewert möglich ab MS-DOS 2.0 oder ohne Rückgabewert und CP/M kompatibel über Interrupt 20h. DOS gibt daraufhin den vom Programm benutzten Speicher und andere Ressourcen frei. Bei TSR-Programmen wird der „normale“ (transiente) Ausführungsteil zwar ebenfalls im Speicher beendet (manchmal sogar der Speicher freigegeben), hierzu wird aber eine andere DOS-Funktion aufgerufen; diese ist entweder Interrupt 27h oder Interrupt 21h, Funktion 31h. Der „besondere“ (residente) TSR-Teil, ein kleines Kontrollzentrum, bleibt dann auch weiterhin im Speicher aktiv, um bei Bedarf erneut aufgerufen zu werden.
Damit dieser TSR-Dienst aktiv bleiben kann, erfolgt die so genannte Interruptverbiegung. Dabei wird aus der Interruptvektor-Tabelle des Systems (bei DOS immer im ersten KiB des Speichers) die Sprungadresse zum ursprünglichen Code besorgt, im neuen Interruptvektor gespeichert, und zum Schluss der Tabellen-Eintrag des Interrupt auf den eigenen Vektor umgeschrieben. Beim Aufruf des Interrupts (möglicherweise ein Software-Interrupt) wird aus der Interruptvektor-Tabelle die Adresse zum resident gebliebenen Teil des TSRs gelesen und dieser ausgeführt. Je nach Art des TSRs (und, bei Software-Interrupts, je nach aufgerufener Funktion) kann der residente Teil dann auch den vorigen Interruptvektor ausführen.
Ein sehr beliebtes Beispiel ist der Timer-Interrupt (Interrupt 1Ch Timer) für eine residente Uhr. Dies geschieht fast genauso wie oben für Homecomputer beschrieben, aber mit Hilfe von Interrupts hardwaregesteuert und damit unabhängiger von Softwareschwächen. Damit laufen TSR-Programme wesentlich stabiler. Der unter DOS wahrscheinlich am häufigsten „verbogene“ Software-Interrupt ist der DOS-Funktions-Interrupt (Interrupt 21h DOS), der die meisten Betriebssystemfunktionen des DOS für andere Programme enthält. TSR-Programme können beispielsweise bestimmte Funktionen überwachen, aufzeichnen, verbieten oder auch im geladenen DOS eigentlich nicht vorhandene Funktionen hinzufügen.
Gerätetreiber sind ein weiteres Anwendungsbeispiel für TSR-Programme. Einfache Beispiele hierfür sind DOS-Maustreiber (Hardware-Interrupt 14h – serielle Schnittstelle, sowie Software-Interrupt 33h – Mausfunktionen für DOS-Programme), sowie Tastatur- und EGA-Treiber, Treiber für den Erweiterungsspeicher usw.

Beim Einrichten eines Computers sollte man aufgrund der besonderen Verhaltensweise von TSR-Programmen, die nur in den konventionellen Speicher geladen werden können, grundsätzlich größere TSR-Programme vor kleineren laden, da die Lücken, die ihre transienten Teile hinterlassen, möglicherweise von den kleineren TSR-Programmen ausgefüllt werden können – umgekehrt kann es passieren, dass die größeren nicht mehr in den Speicher passen, da die „Lücken“, die die transienten Teile der kleineren hinterlassen, nicht mehr für die größeren ausreichen. Manche TSRs vermeiden das Entstehen von Speicherlücken auch durch geschicktes Verschieben der zu installierenden Interruptvektoren.
Ein weit verbreitetes Hilfsprogramm, das nach dem TSR-Prinzip arbeitete, war SideKick, mit dem es möglich wurde, Ausdrucke im Querformat auf das Papier zu bringen, auch wenn weder das jeweilige Anwendungsprogramm noch sein Druckertreiber diese Option anboten.